# Троцкий у власти в начале 1920-х годов
В данной статье рассмотрена деятельность Троцкого Л. Д. в качестве председателя совета 1-й трудовой армии, наркома путей сообщения и т.д. Деятельность в качестве главы Красной армии рассмотрена в специализированной статье.
1919 год стал годом «белого потопа», когда белые армии Колчака, Деникина и Юденича создавали особенно серьёзную угрозу большевизму. В марте 1919 года войска Колчака занимают Урал и подходят к Самаре, 30 августа Деникин берёт Киев, осенью на Петроград наступает Юденич.
Однако к началу 1920 года возглавляемой Троцким Красной армии удаётся добиться решающего перелома в ходе Гражданской войны. Осенью 1919 года окончательно разгромлены силы Колчака, 7 февраля 1920 года Колчак А. В. расстрелян Иркутским ВРК. 2 ноября 1919 года Юденич отступает от Петрограда на территорию Эстонии, где его войска интернируются местными властями. В феврале-марте 1920 года начинается отступление армии Деникина. 7 февраля белые оставляют Одессу, 1 марта Ростов-на-Дону, 27 марта начинается эвакуация Новороссийска.
Ричард Пайпс считает достигнутые Красной армией успехи не следствием полководческого таланта Троцкого или подчинённых ему военачальников, а, главным образом, следствием громадного численного преимущества; так, осенью 1919 года численность Красной армии дошла до трёх миллионов человек, тогда как все белые армии, вместе взятые, доходили только до 250 тысяч.
Во время Гражданской войны одной из острейших проблем РККА, также как и ряда других воюющих армий, было массовое дезертирство.
| Дезертирство в РККА в 1919 году | Дезертирство в РККА в 1919 году |
| Месяц                           | Человек                         |
| ------------------------------- | ------------------------------- |
| февраль                         | 26 115                          |
| март                            | 54 696                          |
| апрель                          | 28 236                          |
| май                             | 78 876                          |
| июнь                            | 146 453                         |
| июль                            | 270 737                         |
| август                          | 299 839                         |
| сентябрь                        | 228 850                         |
| октябрь                         | 190 801                         |
| ноябрь                          | 263 671                         |
| декабрь                         | 172 831                         |
| Всего                           | 1 761 105                       |

Фактически осенью 1919 года из Красной армии дезертировало солдат в несколько раз больше, чем вообще служило в белогвардейских армиях. В период с июня 1919 по июнь 1920 дезертировало до 2,6 млн чел., а только на Украине было выявлено до 500 тыс. дезертиров. Однако громадное количественное превосходство в мобилизационных ресурсах позволяло большевикам с лёгкостью восполнять эти потери.
Между тем Гражданская война вступает в принципиально новую фазу: основной угрозой большевизму становятся поляки и немногие уцелевшие очаги сопротивления в Крыму и на Дальнем Востоке. Всё более очевидным становится приближение конца Гражданской войны, крайне измотавшей население. По собственному признанию Троцкого, «рабочая масса, проделавшая три года гражданской войны, всё менее соглашалась терпеть методы военной команды».
На первое место для Троцкого в течение 1920 года постепенно начинают выходить уже не военные, а хозяйственные задачи. Всё более очевидным становится общий крах режима «военного коммунизма», построенного на милитаризации труда в промышленности и на транспорте, продразвёрстке и трудовой повинности. Страну захлёстывают массовые крестьянские восстания, подпитываемые огромной массой дезертиров и начавшейся с конца 1920 года демобилизацией.

## Первая трудовая армия (январь-февраль 1920)
Действительность приходила, однако, во все большее столкновение с программой "военного коммунизма": производство неизменно падало, и не только вследствие разрушительного действия войны, но и вследствие угашения стимула личной заинтересованности у производителей. Город требовал у деревни хлеба и сырья, ничего не давая взамен, кроме пестрых бумажек, называвшихся по старой памяти деньгами. Мужик зарывал свои запасы в землю. Правительство посылало за хлебом вооружённые рабочие отряды. Мужик сокращал посевы. Промышленная продукция 1921 года, непосредственно следующего за окончанием гражданской войны, составляла, в лучшем случае, пятую часть довоенной. Выплавка стали упала с 4,2 миллиона тонн до 183 тысяч тонн, т.е. в 23 раза. Валовой сбор зерна снизился с 801 миллиона центнеров до 503 миллионов в 1922 г.: это и был год страшного голода! Одновременно внешняя торговля скатилась с 2,9 миллиарда рублей до 30 миллионов. Развал производительных сил оставил позади все, что раньше видела по этой части история. Страна и с нею власть очутились на самом краю пропасти.
Утопические надежды эпохи военного коммунизма подвергались впоследствии жестокой и во многом основательной критике. Теоретическая ошибка правящей партии останется, однако, совершенно необъяснимой, если оставить без внимания, что все тогдашние расчеты строились на ожидании близкой победы революции на Западе. Считалось само собою разумеющимся, что победоносный немецкий пролетариат, в кредит под будущие продукты питания и сырья, будет снабжать советскую Россию не только машинами, готовыми фабричными изделиями, но и десятками тысяч высококвалифицированных рабочих, техников и организаторов.
С декабря 1917 большевики приступили к строительству в России режима «военного коммунизма» с его всеобщим огосударствлением экономики, трудовой повинностью и продразвёрсткой. Последним логичным шагом военного коммунизма стало образование с января 1920 года трудармий. Ряд трудармий возглавили на постах председателей советов трудовых армий ряд большевистских лидеров: Троцкий (1-я трудармия), Сталин И. В. (Украинская трудармия), Зиновьев Г. Е. (Петроградская трудармия) и др.
Председателем совета (предсовтрударма) первой по номеру и по хронологии трудармии стал Троцкий. В январе 1920 года командование 3-й армии Восточного фронта обращается с инициативой преобразования армии в трудовую в связи с разгромом Колчака, и улучшением обстановки на фронте. Троцкий описывал эту меру, как чистую импровизацию: командование приняло решение не распускать армию совсем на случай возможного ухудшения на фронте. Преобразование в трудовую помогло бы держать её наготове.
По официальной версии, инициатива преобразования 3-й армии в трудовую исходила не сверху, а снизу, от командования самой 3-й армии, в лице командарма Матиясевича и члена реввоенсовета армии Гаевича.
Первый опыт показал слабую приспособленность 3-й армии для выполнения хозяйственных задач. Троцкому пришлось столкнуться с яростной критикой временно легализованных тогда меньшевиков, в частности, Абрамовича Р. А., открыто обвинившего большевиков в возврате к рабовладельческим методам времён строительства египетских пирамид и в «аракчеевщине» (см. Военные поселения). Кроме того, боевая организация мало подходила для мирной деятельности; по оценке Абрамовича, из личного состава трудармии лишь 10 % занимались трудовой деятельностью как таковой. Троцкий же оценил эту цифру в 23 %. Серия реорганизаций в последующие несколько месяцев позволили довести показатель до 40-50 %. Общим слабым местом всех трудармий также становится низкая производительность труда. Кроме того, личный состав трудармии постоянно отвлекался от трудовой деятельности строевой подготовкой и несением нарядов, а 14 % из-за отсутствия обуви и рваной одежды вообще не выходили из казарм.
В качестве мер по борьбе за повышение производительности труда Троцкий предлагает широкую организацию «трудовых соревнований», или «соцсоревнований» («подчеркивать успехи и неудачи, выдвигать группы добросовестных рабочих, противопоставляя их нерадивым, шельмуя бездельников и дезорганизаторов, выдвигая отдельных рабочих как героев труда») и субботников, а также ужесточение наказаний для «дезертиров трудового фронта».
Одним из недостатков трудармий становится массовое «труддезертирство». Троцкий предлагает бороться с ним организацией «штрафных команд». Однако уже с июля 1920 года «труддезертирство» начинает расти, выражаясь в бегстве как бойцов трудармий, так и мобилизованных по трудповинности крестьян. 4 мая 1920 года принимается декрет Совнаркома «О трудовом дезертирстве и органах борьбы с ним», в июле 1920 выпущено постановление ЦК РКП(б) «На борьбу с трудовым дезертирством», возникает целая инфраструктура из комиссий и уполномоченных. Была образована даже Центральная комиссия по борьбе с трудовым дезертирством (Ценкомтруддезертир). Современные исследователи оценивают масштабы «труддезертирства» по состоянию на весну 1921 года, как полностью вышедшие из под всякого контроля. Троцкий годом ранее оценивает масштабы этого явления, как незначительные, и сопоставимые по размерам с «обычным» дезертирством из боевых частей. Однако исследователь Ричард Пайпс считает и размер «обычного» дезертирства из Красной армии огромным.
В своей речи на III Всероссийском съезде профсоюзов 9 апреля 1920 года Троцкий так описал опыт 1-й трудармии:

Мы начали с перевода 3-й армии на положение армии труда. Эта армия была в очень неблагоприятных условиях. Штаб её находился в Екатеринбурге, и она была почти лишена воинских частей. Почти все части были переброшены на юг и на запад. У этой армии был огромный аппарат управления. Перебросить её на юг или на запад нельзя было по условиям транспорта. Это и родило решение применить её для труда. Не разрушая её армейского аппарата, ибо она могла понадобиться на юге весной против Деникина, мы попытались её использовать на трудовом фронте. Когда мы приступили к приспособлению её к мирному труду, то оказалось, что в армии было от 110 до 120 тысяч едоков. Выбросить же рабочих рук в первое время она могла только 10 тысяч... Как только мы разбили Деникина, мы аппарат этой армии расформировали и оставили только дивизии. Что же оказалось? Уже сейчас в той же 1-й армии труда в Екатеринбурге работало за последнее время красноармейцев не 23%, как раньше, а 38% по отношению к общему составу. Что же касается коренных частей округа, которые были там до прихода 3-й армии, то из них работало 49%.

Однако в целом практический опыт организации Первой трудармии приводит Троцкого к выводу о том, что режим «военного коммунизма» пришёл к краху. Уже в конце февраля 1920 года Троцкий первым из лидеров большевизма предлагает меры по сворачиванию «военного коммунизма», при этом параллельно продолжая руководить трудармией.

Когда мы читали сводки первых дней и недель применения бывшей 3-й армии на фронте труда, то выходило, что для заготовки кубической сажени дров нужно 15, а иной раз 20 — 30 красноармейцев. Цифра совершенно чудовищная, если принять во внимание, что 3 — 4 человека на сажень считаются нормой. … возьмите последнюю сводку 1-й трудовой армии: из неё вытекает, что сейчас уже на кубическую сажень дров приходится 5 1/2 рабочих. Рядом с красноармейцами работают мобилизованные по трудовой повинности крестьяне. Их на кубическую сажень приходится 7 человек, так что производительность труда красноармейцев сейчас уже выше.

## Предложения Троцкого по сворачиванию «военного коммунизма» (февраль 1920)
В начале 1920 г. Троцкий, поработав на Урале, где он занимался временным преобразованием 3-й армии в 1-ю трудовую, одним из первых предложил мероприятия по сворачиванию «военного коммунизма». Мероприятия эти сводились к следующим двум путям: в богатых земледельческих районах (Украина, Дон, Сибирь) заменить развёрстку процентным натуральным налогом и снабжать крестьян промтоварами в соответствии со сданным количеством зерна; в разорённых центральных губерниях дополнить развёрстку по ссыпке хлеба принудительными мерами по запашке земли и развить тенденцию на коллективизацию сельского хозяйства. Таким образом, предложения Троцкого не целиком совпадали с произошедшим год спустя введением продналога. В целом, аргументация Троцкого сводилась к тому, что продразвёрстка фактически подталкивает крестьян не повышать, а, наоборот, понижать урожаи.

С Урала я привез значительный запас хозяйственных наблюдений, которые резюмировались одним общим выводом: надо отказаться от военного коммунизма. Мне стало на практической работе совершенно ясно, что методы военного коммунизма, … исчерпали себя и что для подъема хозяйства необходимо … восстановить в той или другой степени внутренний рынок. … Предложения были … крайне осторожные. … В начале 1920 г. Ленин выступил решительно против этого предложения. Оно было отвергнуто в Центральном Комитете одиннадцатью голосами против четырёх. Как показал дальнейший ход вещей, решение ЦК было ошибочно. Я не перенес вопроса на съезд, который прошел полностью под знаком военного коммунизма. 

Первая трудармия во главе с Троцким фактически стала «экспериментальной площадкой» для организации последующих трудармий. Но если сам Троцкий счёл эксперимент провалившимся (что ничуть не помешало ему написать в январе-марте 1920 года ряд адресованных трудармиям пропагандистских воззваний, памяток и докладов), то большинство ЦК РКП(б) во главе с Лениным к изменению политики оказалось не готово: Троцкий получил 4 голоса против 11-ти и обвинение во «фритредерстве» (стремлении к свободе торговли)
Дальнейшие события показали, что предложения Троцкого опередили «генеральную линию партии» примерно на год, и назревающий крах режима «военного коммунизма» всё-таки произошёл. Сокращение урожаев привело к голоду 1921 года. Уже с 1920 года с началом массовой демобилизации Красной армии деревни захлёстывает так называемый «зелёный потоп» в виде массовых восстаний, всё больше напоминающих крестьянские войны Средних веков. На X Съезде РКП(б) в марте 1921 года Ленин признаёт, что демобилизация армии «дала повстанческий элемент в невероятном количестве».
Встретившись с противодействием большинства ЦК и Ленина лично, Троцкий в очередной раз разворачивает свою политическую платформу на 180°, и превращается в рьяного сторонника милитаризации труда, даже тогда, когда на 180° по этому вопросу поворачивается уже и Ленин.
Уже на IX съезде РКП(б) в марте-апреле 1920 года Троцкий выступает с докладом об очередных задачах хозяйственного строительства, в котором выступил, вслед за большинством ЦК, с одобрением милитаризации труда, и частности, предложил драконовские, но уже перестающие работать меры по борьбе с «труддезертирством», «путём публикования штрафных дезертирских списков, создания из дезертиров штрафных рабочих команд и, наконец, заключения их в концентрационный лагерь».

## Нарком путей сообщения (март 1920 — апрель 1921)

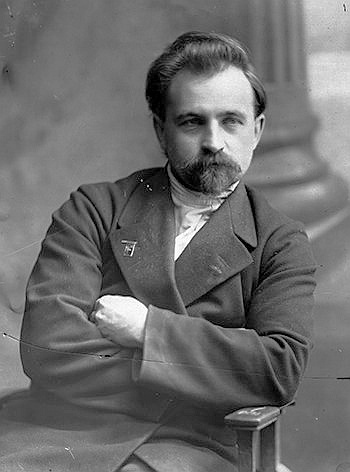
Е. А. Преображенский

Вскоре Троцкому предоставился случай снова проверить эффективность методов милитаризации труда на практике.
Годы Первой мировой и Гражданской войн привели железнодорожный транспорт России в состояние крайней разрухи, в которой проявились все негативные стороны режима «военного коммунизма». К 1920 году в стране накопился значительный процент так называемых «больных» паровозов. В качестве топлива использовались дрова, крайне неохотно заготовляемые крестьянами по трудовой повинности. В марте 1920 года Ленин предложил Троцкому взять на себя «наведение порядка» в этой сфере.
20 марта 1920 г. Троцкий был назначен временным наркомом путей сообщения РСФСР, и здесь применил политику военного коммунизма; при этом, будучи недоволен работой транспортных профсоюзов, с ведома и согласия ЦК сменил руководство, нарушив принцип выборности; также ввёл на транспорте практику нарушения принятого в то время принципа уравнительности (усиленные пайки и премиальные за хорошую работу), что провоцировало недовольство.
В порядке милитаризации транспорта Троцкий инициировал создание в сентябре 1920 года Центрального комитета объединённого профессионального союза работников железнодорожного и водного транспорта (Цектран).

Железнодорожный транспорт милитаризован. Среди рабочих, мастеровых и служащих железных дорог, как находящихся на важнейшем хозяйственном фронте, введена суровая военная дисциплина.

Драконовские методы управления на железных дорогах вводятся ещё с ноября 1918 года. На местах образуются разнообразные «реввоенжелдортрибуналы» и Бюро по борьбе с прогулами (доходящими иногда до 50 %), выставляются заградительные отряды, отбирающие у пассажиров продукты, провозимые сверх установленных норм, распространяются жёсткие методы борьбы с симулянтами, 16 марта 1920 года на железных дорогах отменяются все отпуска до особого распоряжения. Помимо прогулов и фиктивных заболеваний массовым явлением становится прямое бегство железнодорожников.
В качестве методов «суровой военной дисциплины» Троцкий предложил лишать прогульщиков горячего пайка, продолжая принцип «кто не работает — тот не ест». 28 апреля 1920 года учреждены центральная, районные и дорожные комиссии по борьбе с трудовым дезертирством на транспорте.
Если опыт организации Первой Трудармии привёл Троцкого к выводу о необходимости сворачивания чрезвычайных мер, то опыт Цектрана, наоборот, воодушевил. В ноябре 1920 года Троцкий предлагает реорганизовать по образцу Цектрана всю промышленность, используя профсоюзы в целях полувоенного управления экономикой. Подобные предложения вскоре перерастают в «дискуссию о профсоюзах», одну из острейших в истории большевистской партии.
В ноябре 1920 года рабочие водного транспорта требуют вывести их из Цектрана с его полувоенными методами управления. Пленум ЦК РКП(б) 7 декабря 1920 года, рассмотрев положение дел в Цектране, принимает компромиссную «буферную резолюцию», предложенную Зиновьевым: предложения Троцкого «перетряхнуть» все остальные профсоюзы по образцу Цектрана снимаются, но состав самого Цектрана остаётся при этом без изменений. Одной из основных опор полувоенных методов на транспорте становится Главное политическое управление железнодорожного транспорта (Главполитпуть), образованное ещё в феврале 1919 года. Через этот орган согласно решениям IX съезда РКП(б) направлялись 7,5 тыс. мобилизованных на железнодорожный транспорт коммунистов.
Во временной должности наркомпути оставался до 14 апреля 1921 г.
Хотя сам Троцкий расценивал итоги своего руководства наркоматом путей сообщения, как положительные, у многих его современников осталось совсем другое впечатление. Так, Нагловский А. Д., по записям Гуля, вспоминал:

… Троцкий уже на ущербе, затерт и поражен ленинцами. Изменился и вид Троцкого, он сильно постарел, лицо бледно-желтое, пробилась сильная седина, было ясно, что сивку укатывали крутые горки. Популярностью на посту наркома путей сообщения Троцкий не пользовался. Видные коммунисты-железнодорожники, как всегда, считали его не своим, а спецы и низший технический персонал ненавидели за вводимые дикие террористические методы, за военизацию железных дорог. На железных дорогах Троцкий ввел подлинную аракчеевщину. Его чекисты, перешедшие сюда вместе с ним из военного ведомства, в смысле бессудных расстрелов творили нечто неописуемое. Военизация приводила к невероятному самодурству местных властей. Но в роли наркома путей сообщения Троцкий уже явно пел свою лебединую песню. Он падал медленно, но верно. Подпорка, в виде руки Ленина, уже ослабела, а самостоятельной силы удержать власть не было.

## Дискуссия о профсоюзах
Конфликт по поводу Цектрана, расколовший ЦК на две равные части (даже с небольшим перевесом на стороне Троцкого) породил с ноября 1920 по март 1921 т. н. «дискуссию о профсоюзах», о которой Троцкий впоследствии писал: «Политическое содержание дискуссии до такой степени завалено мусором, что я не завидую будущему историку, который захочет добраться до корня вещей».
...не надо забывать, что мы от партизанских отрядов перешли к такому состоянию, когда имели четыре фронта: один около Забайкалья, один под Архангельском, один на западе, один на юге. Из Москвы надо было управлять этими четырьмя фронтами так, чтобы можно было следить если не за движением роты, то, по крайней мере, за движением полка....
...Медленный темп сокращения является ... результатом нашей бедности, но в общем и целом, как вы знаете, проект плана сокращения армии состоит в том, чтобы до июня уменьшить численность армии вдвое...главным затруднением явилось опять отсутствие транспортных средств для развоза отпускаемых...
Конечно, верно, что наша чудовищная военная машина натерла всем решительно спину, особенно рабочим и крестьянам. Если, с одной стороны, хвалят героическую Красную Армию, то, с другой, - всякий мечтает, чтобы свести её к минимуму. Это ясно, потому что армия не производит, а потребляет и расхищает, в силу того, что она армия. Мысль о переходе на хозяйственные рельсы связана с нетерпеливым желанием как можно скорее и более сократить армию. Но есть и другая сторона - это духовная демобилизация, которая наблюдается в партии и которая просачивается в армию. Распространяется мнение, что армия закончила свою историческую задачу, что её можно сдать в архив. Стремление уйти из армии является распространенным. ...
Дискуссия о профсоюзах вылилась в дискуссию вообще о допустимой степени огосударствления экономики; по этому вопросу мнение членов партии раскололось на целый ряд платформ. На одном полюсе находилась так называемая «производственная оппозиция» во главе с Троцким, настаивающая на дальнейшем «закручивании гаек» в, по выражению Сталина «полувоенно-полубюрократическом духе». Основным стержнем командного управления промышленностью предполагались профсоюзы. Другим полюсом стала «рабочая оппозиция», настаивающая, наоборот, на устранении государственного вмешательства в профсоюзы, и преобразованиях чуть ли не в духе анархо-синдикализма. Между ними постепенно формируется несколько промежуточных платформ, основной из которых становится оформившаяся с декабря 1920 умеренная центристская «платформа десяти» (Ленин В. И., Рудзутак Я. Э., Сталин И. В., Зиновьев Г. Е., Каменев Л. Б., Калинин М. И., Петровский Г. И., Сергеев Ф. А., Лозовский А. С., Томский М. П.).
Подобная острая дискуссия была далеко не первой в истории большевистской партии во время Гражданской войны. Весной 1918 года партия едва не раскололась на две примерно равные части из-за разногласий по поводу Брестского мира, а в конце 1918 — начале 1919 года оформилась так называемая «военная оппозиция». Однако «дискуссия о профсоюзах» имела ряд особенностей.
Фоном для дебатов стал развернувшийся с конца 1920 года окончательный крах режима «военного коммунизма». Всеобщее недовольство крестьян продразвёрсткой вылилось в целую серию «зелёных» восстаний (см. Зелёные повстанцы), из которых особым размахом отличалась так называемая «антоновщина». Особенно способствовала этому начавшаяся демобилизация Красной армии, в результате которой в деревни вернулись миллионы людей, прошедших военную подготовку. К началу 1921 года крестьянские волнения фактически перерастают в настоящую крестьянскую войну, по масштабам даже превышающую восстание Емельяна Пугачёва. На март 1921 года восстаниями были охвачены Тамбовщина (Тамбовское восстание), Западная Сибирь (см. Западно-Сибирское восстание), Башкирия (см. Вилочное восстание), Украина (махновцы, остатки петлюровцев). В июле 1920 года поднимает мятеж бывший левый эсер А. Сапожков, командующий 9-й дивизией Туркестанской армии, и образует так называемую «Первую Красную Армию Правды», остатки которой продолжают сопротивление до апреля 1922 года. В январе 1921 года происходит восстание в Чувашии (см. Чаппанское восстание). Многие повстанцы действуют с исключительным размахом, формируя целые армии численностью в несколько десятков тысяч человек, воюющие одновременно в нескольких губерниях. Одним из наиболее болезненных стало Западно-Сибирское восстание, на две недели прервавшее поставки продовольствия в Центральную Россию из Западной Сибири.
Ничуть не лучшей была ситуация в городах. По оценке Ричарда Пайпса, положение дел в Петрограде зимой 1920/1921 годов поразительно напоминало зиму 1916/1917 годов: перебои со снабжением, и вызванные этим рабочие забастовки, а затем и волнения в войсках. Сам Петроград крайне пострадал за время Гражданской войны: его население сократилось с 2 млн 347 тыс. чел. до всего 799 тыс. за счёт массового исхода голодающего населения в деревни. Численность петроградских рабочих сократилась в пять раз. В 1920 году в Петрограде появляется значительное число «трудармейцев», находившихся на казарменном положении в крайне тяжёлых условиях, и ставших особенно взрывоопасным материалом. 28 февраля 1921 года президиум Петроградского совета профсоюзов принимает решение об их демобилизации.
Трудности в изъятии по продразвёрстке хлеба у озлобленных крестьян усугублялись всеобщим развалом транспорта. Изношенным за годы войны паровозам становилось всё труднее эффективно снабжать город. Процент так называемых «больных» паровозов дошёл с 13 % в 1913 году до 61 % в начале 1921. Транспорт всё больше приближался к тому порогу, когда его мощностей должно было хватать только на обслуживание лишь собственных потребностей железных дорог.
В качестве топлива для паровозов использовались дрова, крайне неохотно заготовляемые крестьянами по трудовой повинности. Результатом стала всеобщая нехватка топлива, вызвавшая массовые закрытия уцелевших к тому времени заводов. Зимой 1920/1921 годов на Петроград обрушивается одновременно острый продовольственный и топливный кризис, с января 1921 переросший в антибольшевистские рабочие забастовки (в советской историографии — «волынки»).
В подобных условиях в марте 1921 года открывается X съезд РКП(б), ставший ареной для дебатов по «дискуссии о профсоюзах». К этому времени крах режима «военного коммунизма» становился всё более очевидным большинству членов партии и Ленину лично, а предложенная Троцким линия на дальнейшее «закручивание гаек» уже явно потеряла поддержку большинства. Открывая Съезд, и зачитав свой Политический доклад, Ленин с раздражением обрушился на раскол партии на множество платформ по профсоюзному вопросу.
Открывая Съезд, Ленин заявил, что партия не может «позволить себе роскошь» дискуссий в своих рядах в условиях ещё не закончившийся Гражданской войны и «враждебного капиталистического окружения». Особенностью произошедшей на Съезде дискуссии было и то, что здесь впервые с 1917 года вошли в противоречие платформы Ленина и Троцкого, на тот момент — двух первых лиц в государстве. В своей статье «Ещё раз о профессиональных союзах, о текущем моменте и об ошибках тт. Троцкого и Бухарина» Ленин обрушился на «администраторский подход к данному вопросу» Троцкого, посоветовав ему лучше ограничиться тем, что у него получается лучше всего — пропагандой: «Что есть хорошего у Троцкого? … несомненно хорошим и полезным является производственная пропаганда… при выступлениях, ораторских и литераторских, как участник и работник Всероссийского бюро производственной пропаганды, тов. Троцкий несомненно принес бы (и несомненно принесет) немалую пользу делу» В своей программной статье «Кризис в партии» (19 января 1921 года) Ленин заявил, что «Надо иметь мужество смотреть прямо в лицо горькой истине. Партия больна. Партию треплет лихорадка….сущность разногласий развертывается…в ходе борьбы, которая, проходя разные этапы, показывает нам всегда на каждом этапе не одинаковый состав и число борющихся, не одинаковые позиции в борьбе и т. д….», и высказался в адрес «Троцкого и Бухарина» в выражениях вроде «Бухарин договорился до разрыва с коммунизмом», «разброд и распад», «беспринципная демагогия», «худший меньшевизм и эсеровщина». Ленин резко возражает против требований Троцкого «перетряхнуть» профсоюзы, отметив, что «Если надо кого … „перетряхнуть“, то уже скорее не ВЦСПС, а ЦК РКП за то, что … дал разрастись самой пустопорожней дискуссии…ошибку цектранистов…состоящую в некотором преувеличении бюрократизма…не прикрывать её надо, а исправить».
Определённая оторванность «дискуссии о профсоюзах» от реальности становится тем более явной, когда прямо во время Съезда кризис в Петрограде перерастает в Кронштадтское восстание, на подавление которого мобилизуются 300 делегатов Съезда. Восстание Кронштадтской военно-морской базы окончательно убеждает большевистскую партию в том, что массовые крестьянские восстания начинают уже перекидываться и на Красную армию, крестьянскую по своему составу, и откладывать далее отмену продразвёрстки нельзя.

Кроме того, сама «дискуссия о профсоюзах» стала одной из причин Кронштадтского восстания: председатель Петросовета Зиновьев поддержал центристскую «платформу десяти», в то время как Командующий Балтийским флотом Раскольников Ф. Ф. — «производственную оппозицию» Троцкого. Острые дискуссии среди большевистского руководства раскалывают матросов, и негативно сказываются на их дисциплине.
Убедившись, что большинство его уже не поддерживает, Троцкий предпочитает не спорить с Лениным. Для руководства подавления восстанием наркомвоенмор Троцкий лично прибывает в Петроград, устранившись тем самым от работы Съезда, который проходил в Москве. Как отмечает исследователь Юрий Емельянов, даже и вернувшись в Москву, Троцкий не спешит появляться на Съезде. Всё-таки придя на заседание, Троцкий напоминает собравшимся, что он ещё год назад предлагал проект обсуждаемой теперь замены продразвёрстки продналогом, но тогда партия его не послушала. В своей речи от 14 марта Ленин скептически называет это «спорами о том, кто первый сказал „э“».
По мнению Бажанова, с целью уменьшить влияние Троцкого Ленин в 1920 году назначил его на заведомо провальный пост наркомпути, и возвысил группу яростных соперников Троцкого — Зиновьева (с марта 1919 года — глава Коминтерна), Каменева (помощник Ленина по Совнаркому и Совету Труда и Обороны), и Сталина (с апреля 1922 — Генеральный секретарь ЦК).
По итогам X Съезда под давлением Ленина принимается резолюция «О единстве партии», запретившая фракционную деятельность, проводятся перевыборы руководящих органов. Сторонники Троцкого, член Политбюро Н. Н. Крестинский, Л. П. Серебряков, и Е. А. Преображенский были изгнаны из Секретариата ЦК (причём первые двое вообще из ЦК), также из ЦК был выведен Смирнов И. На их место приходят Зиновьев, Молотов, Ворошилов, Орджоникидзе и Ярославский. В результате, если в декабре 1920 года Троцкий имел в ЦК 8 голосов против 7, в марте 1921 он уже оказывается в меньшинстве, усиливаются позиции Сталина, проведшего в ЦК ряд своих сторонников (в первую очередь — Молотова и Ворошилова).

## Подавление Кронштадтского восстания (март 1921)
2 марта 1921 года Москва получает телеграмму председателя Петросовета Зиновьева Г. Е., сообщавшего о восстании Кронштадтской военно-морской базы и обращавшегося к правительству о помощи. В тот же день Комитет обороны Петрограда во главе с Зиновьевым блокирует Кронштадт, а Ленин и Троцкий выпускают совместное правительственное сообщение, объявившее восстание белогвардейским и «черносотенно-эсеровским» мятежом вокруг начальника артиллерии Кронштадта, бывшего царского генерала Козловского.
5 марта для личного руководства подавлением восстания в Петроград прибыл наркомвоенмор Троцкий, непосредственным организатором подавления становится Тухачевский М. Н., по приказу Троцкого возглавивший 7-ю армию. В тот же день Троцкий предъявляет восставшим ультиматум. Как отмечает Ричард Пайпс, после своего прибытия Троцкий также приказал взять в заложники находившихся в Петрограде членов семей повстанцев и потребовал снятия главы Петроградской ЧК.
6 марта Временный Революционный Комитет Кронштадта отвечает на ультиматум радиообращением:

Товарищи рабочие, красноармейцы и матросы! Мы здесь в Кронштадте отлично знаем, как вы, ваши полуголодные дети и жёны страдаете под гнётом диктатуры коммунистов. …Мы стоим за власть Советов, а не партий, за свободно избранное представительство трудящихся. Подтасованные, захваченные коммунистической партией Советы всегда были глухи ко всем нашим требованиями и нуждам, и мы в ответ получали лишь расстрелы.

Теперь, когда пришёл конец терпению трудящихся, нам хотят заткнуть рот подачками… Москва ассигнует десять миллионов золотом на закупку продовольствия и предметов первой необходимости…

В Кронштадте вся полнота власти находится в руках только революционных матросов, красноармейцев и рабочих, а не белогвардейцев с каким-то генералом Козловским во главе, как уверяет вас клеветническое радио из Москвы.

Выступая в это время на X Съезде РКП(б), Ленин скептически отзывается о социалистической фразеологии восставших, проведя аналогии с эсеро-меньшевистским режимом Комуча в начале Гражданской войны. Ленин обращает внимание делегатов Съезда, что Комуч также начал с социалистических лозунгов, однако через несколько месяцев был сметён белогвардейцами, эти лозунги отбросившими.
7 марта в 1800 войска Тухачевского пошли в наступление, однако под плотным огнём кронштадтцев были вынуждены его прекратить, причём на сторону восставших перешёл один из красноармейских батальонов. Недовольный Троцкий устраивает разнос Тухачевскому, тот запрашивает усиление в виде авиации, тяжёлой артиллерии и химического оружия. Часть красноармейцев отказываются идти в наступление и начинают митинговать. По приказу Троцкого из неподчинившихся расстрелян каждый пятый.
10 марта Тухачевский начинает систематический артобстрел Кронштадтской крепости, Троцкий запрашивает у Политбюро ЦК РКП(б) мобилизацию коммунистов для немедленной ликвидации восстания, не дожидаясь оттепели, так как растаявший лёд крайне бы затруднил штурм крепости. Рассмотрев записку Троцкого, Политбюро и проходивший в это время X Съезд РКП(б) направляют в Петроград около 300 делегатов Съезда и 728 коммунистов из 14 губернских и 4 городских партийных организаций. К 15 марта большевики сосредотачивают в Петрограде значительные силы, однако и среди них начинаются волнения, немедленно подавленные расстрелами.
В ночь с 16 на 17 марта начинается решающее наступление, 18 марта восстание было окончательно подавлено. 20 марта Троцкий требует замены руководства Балтийского флота.

## Московский комбинированный куст
Ещё одним, малоизвестным опытом Троцкого в народном хозяйстве стала организация так называемого Московского комбинированного куста. В связи с произошедшем в 1921 году переходом к НЭПу Троцкий на августовском пленуме ЦК выступил с инициативой основания испытательного полигона для проверки новых методов хозяйствования.
С санкции Ленина на базе нескольких находившихся в ведении Реввоенсовета совхозов был образован «куст», представлявший собой конгломерат из самых разных предприятий, принадлежавших к различным отраслям экономики. Троцкий в качестве председателя правления МКК лично его курировал, присоединяя к своему детищу всё новые и новые заводы. 9 марта 1922 года Политбюро «приняло к сведению» заявление Троцкого о том, что деятельность МКК уже начала выходить за пределы Московской губернии.
В начале 1922 года Политбюро приняло решение провести инспекцию МКК, что сразу вызвало сопротивление Троцкого. Особую его обеспокоенность вызывал и тот факт, что проверку предполагалось проводить силами Рабкрина, который на тот момент контролировал заклятый враг Троцкого — Сталин.
В конце концов инспекция всё же состоялись, и её результаты оказались неутешительными. Основные выводы поступили в ЦК в мае 1922 года, и гласили, что Московский комбинированный куст фактически военному ведомству не подчиняется, его правление избирается на неизвестной основе, также неизвестно, кому должны принадлежать прибыли. Сам «куст» состоит из разнородных предприятий, «набранных без системы» «для придания универсальности торговой деятельности москуста».
По мнению инспекторов, деятельность МКК свелась, в конечном итоге, к перекачке государственных средств на «вольный рынок»; предприятия находятся в жалком финансовом и техническом состоянии, все крупные предприятия МКК убыточны, а бухгалтерия в целом находится на низком уровне.